# Helmut Hilpert (Pianist)
Helmut Hilpert (* 8. Juni 1923 in Reichenau im Mühlkreis; † 25. November 1942 in Stalingrad) war ein österreichischer Pianist und Komponist.

## Leben
Der Sohn des Oberlehrers Max Hilpert besuchte 1934–1941 das Realgymnasium in Linz und 1941/1942 die Petrischule in Leipzig. 1942 erfolgte die Reifeprüfung. Hilpert studierte neben seinen Schulverpflichtungen Klavier bei  Karl Steiner (Linz), W. Bohle, Felix Petyrek (Leipzig), Karl Leimer (Hannover), E. Fischer (Potsdam), Theorie bei H. Haböck, I. Stögbauer (Linz) und Johann Nepomuk David (Leipzig). Hilpert, der 1943 post mortem den Kunstpreis des Landes Oberdonau erhielt, leistete trotz seiner Jugend als Pianist (Konzertreisen ins Ausland), Komponist und Maler Bedeutendes.

## Werke
- Klaviervariationen, 1936, 1942 (unvollendet)
- Tagebuch für großes Orchester, 1941
- über 100 Lieder nach Texten von Rilke, Goll u. a. 1936–1941;
- Selbstporträt, 1941 (unvollendet)